# Malwarebytes Inc.
Malwarebytes Inc. – amerykańskie przedsiębiorstwo specjalizujące się w produkcji oprogramowania zabezpieczającego. Jego siedziba mieści się w Santa Clara w Kalifornii.
Początki przedsiębiorstwa sięgają 2004 roku. Firma została oficjalnie założona w styczniu 2008 roku przez Marcina Kleczyńskiego oraz Bruce’a Harrisona. W tymże roku wydano pierwszą wersję programu Malwarebytes Anti-Malware.